# Tennis op de Olympische Zomerspelen 1924
Tennis is een van de sporten die beoefend werden tijdens de Olympische Zomerspelen 1924 in Parijs.

## Medailles

### Medaillewinnaars
| Onderdeel          | Goud | Goud                                             | Zilver | Zilver                         | Brons | Brons                                 |
| ------------------ | ---- | ------------------------------------------------ | ------ | ------------------------------ | ----- | ------------------------------------- |
| Mannenenkelspel    | USA  | Vincent Richards                                 | FRA    | Henri Cochet                   | ITA   | Uberto de Morpurgo                    |
| Vrouwenenkelspel   | USA  | Helen Wills                                      | FRA    | Julie Vlasto                   | GBR   | Kitty McKane                          |
| Mannendubbelspel   | USA  | Francis Hunter Vincent Richards                  | FRA    | Jacques Brugnon Henri Cochet   | FRA   | Jean Borotra René Lacoste             |
| Vrouwendubbelspel  | USA  | Helen Wills Hazel Wightman                       | GBR    | Phyllis Covell Kitty McKane    | GBR   | Evelyn Colyer Dorothy Shepherd Barron |
| Gemengd dubbelspel | USA  | Hazel Hotchkiss-Wightman Richard Norris Williams | USA    | Marion Jessup Vincent Richards | NED   | Kea Bouman Henk Timmer                |

### Medaillespiegel
| rang   | land             | goud | zilver | brons | totaal |
| ------ | ---------------- | ---- | ------ | ----- | ------ |
| 1      | Verenigde Staten | 5    | 1      | 0     | 6      |
| 2      | Frankrijk        | 0    | 3      | 1     | 4      |
| 3      | Groot-Brittannië | 0    | 1      | 2     | 3      |
| 4      | Italië           | 0    | 0      | 1     | 1      |
| 4      | Nederland        | 0    | 0      | 1     | 1      |
| totaal | totaal           | 5    | 5      | 5     | 15     |

Athene 1896 · 
Parijs 1900 · 
St. Louis 1904 · 
Athene 1906 ·
Londen 1908 · 
Stockholm 1912 · 
Antwerpen 1920 · 
Parijs 1924 · 
Mexico-stad 1968 (demonstratie) · 
Los Angeles 1984 (demonstratie) · 
Seoel 1988 · 
Barcelona 1992 · 
Atlanta 1996 · 
Sydney 2000 · 
Athene 2004 · 
Peking 2008 · 
Londen 2012 · 
Rio de Janeiro 2016  · 
Tokio 2020  · 
Parijs 2024  · 
Los Angeles 2028 
Medaillewinnaars
Atletiek · Boksen · Gewichtheffen · Kanovaren (demonstratie) · Kunstwedstrijden · Moderne vijfkamp · Paardensport · Polo · Pelota (demonstratie) · Kunstwedstrijden · Roeien · Rugby · Schermen · Schietsport · Schoonspringen · Tennis · Turnen · Voetbal · Waterpolo · Wielersport · Worstelen · Zeilen · Zwemmen